# Epizoanthus mortenseni
Epizoanthus mortenseni is een Zoanthideasoort uit de familie van de Epizoanthidae. De wetenschappelijke naam van de soort is voor het eerst geldig gepubliceerd in 1934 door Carlgren.